# Tuggen
Tuggen es una comuna suiza del cantón de Schwyz, situada en el distrito de March, a orillas del lago de Zúrich. Limita al norte con las comunas de Rapperswil-Jona (cantón de San Galo) y Schmerikon (cantón de San Galo), al este con Uznach (cantón de San Galo) y Benken (San Galo), al sur con Schübelbach, y al oeste con Wangen (Schwyz).

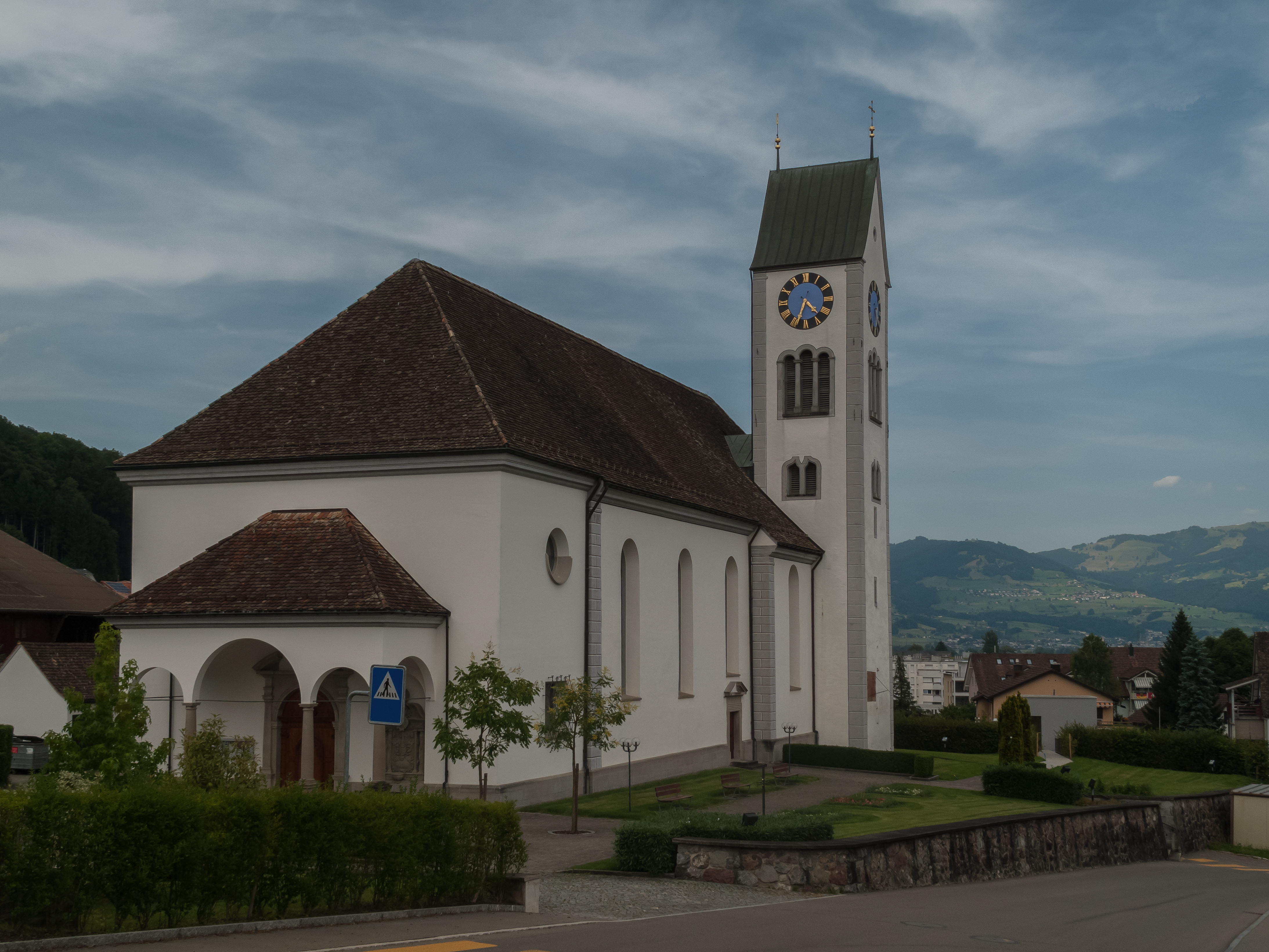
Tuggen, la iglesia parroquial Sankt Erhard